# Treston Decoud
Treston Decoud (Covington, 1º agosto 1993) è un giocatore di football americano statunitense attualmente free agent, che gioca nel ruolo di safety.

## Carriera

### Houston Texans
Al college Decoud giocò a football all'Università statale dell'Oregon dal 2015 al 2016. Fu scelto nel corso del quinto giro (169º assoluto) del Draft NFL 2017 dagli Houston Texans. Il 12 maggio 2017 firmò un contratto quadriennale del valore di 2.64 milioni di dollari, incluso un bonus alla firma di 249.339 dollari. Debuttò come professionista subentrando nel secondo turno contro i Cincinnati Bengals senza fare registrare alcuna statistica.

### Dallas Cowboys
Nel 2018 Decoud firmò con i Dallas Cowboys.